# Ecnomus turgidus
Ecnomus turgidus är en nattsländeart som beskrevs av Arturs Neboiss 1982. Ecnomus turgidus ingår i släktet Ecnomus och familjen trattnattsländor. Inga underarter finns listade i Catalogue of Life.